# Filmografia de Super Junior

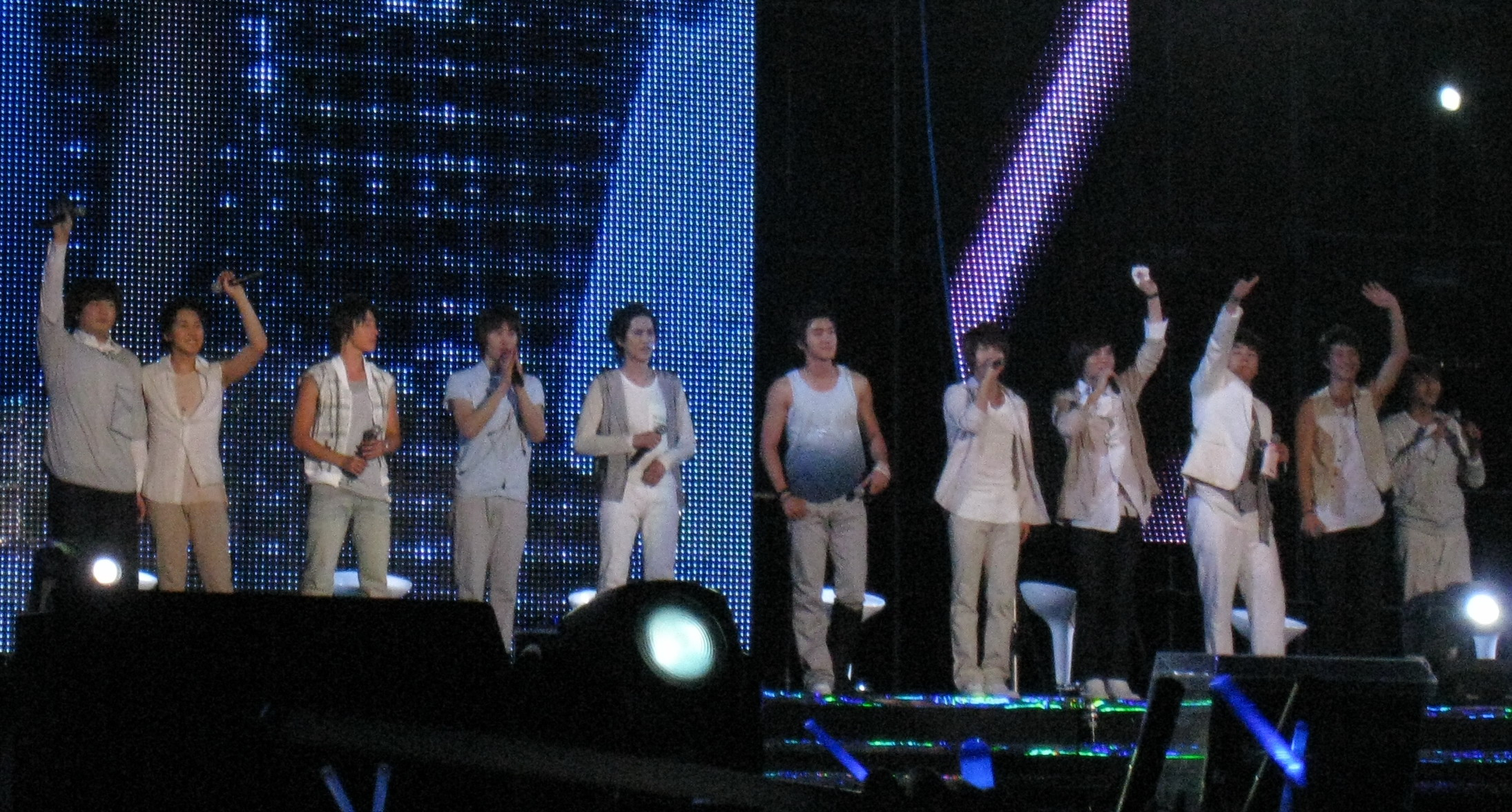
Super Junior durante a turnê SMTown Live '08 em Bangkok, na Tailândia

Essa é a filmografia da boy band sul-coreana Super Junior, produzida por Lee Soo-man e criada pela empresa SM Entertainment, em 2005. Foi composta inicialmente por treze integrantes: Leeteuk, Heechul, Han Geng, Yesung, Kangin, Shindong, Sungmin, Eunhyuk, Siwon, Donghae, Ryeowook, Kibum e Kyuhyun, especializados não só na música pop, mas também na apresentação de programas e atuação. Atualmente, o grupo tem nove integrantes ativos. Kibum, que está inativo desde 2009, segue integralmente carreira como ator.

## Longas-metragens
| Estreia                 | Título                                           | Integrantes | Integrantes | Integrantes | Integrantes | Integrantes | Integrantes | Integrantes | Integrantes | Integrantes | Integrantes | Integrantes | Integrantes | Integrantes |
| Estreia                 | Título                                           | LT          | HC          | HG          | YS          | KI          | SD          | SM          | EH          | DH          | SW          | RW          | KB          | KH          |
| ----------------------- | ------------------------------------------------ | ----------- | ----------- | ----------- | ----------- | ----------- | ----------- | ----------- | ----------- | ----------- | ----------- | ----------- | ----------- | ----------- |
| 23 de novembro de 2006  | 墨攻 (A Battle of Wits)                          |             |             |             |             |             |             |             |             |             | x           |             |             |             |
| 26 de julho de 2007     | 꽃미남 연쇄 테러사건 (Attack on the Pin-Up Boys) | x           | x           | x           | x           | x           | x           | x           | x           | x           | x           | x           | x           |             |
| 14 de dezembro de 2007  | Alvin e os Esquilos (Dublagem sul-coreana)       |             | x           |             |             | x           | x           |             |             |             |             |             |             |             |
| 27 de novembro de 2008  | 순정만화 (Hello, Schoolgirl)                     |             |             |             |             | x           |             |             |             |             |             |             |             |             |
| 21 de janeiro de 2010   | Jumunjin (주문진)                                |             |             |             |             |             |             |             |             |             |             |             | x           |             |
| 24 de fevereiro de 2011 | Super Show 3 3D                                  | x           | x           |             | x           |             | x           | x           | x           | x           | x           | x           |             | x           |
| 21 de junho de 2012     | I AM.                                            | x           |             |             | x           |             | x           | x           | x           | x           | x           | x           |             | x           |
| 11 de outubro de 2012   | SMTOWN Live in Tokyo Special Edition in 3D       | x           |             |             | x           |             | x           | x           | x           | x           | x           | x           |             | x           |
| 8 de agosto de 2013     | Super Show 4 3D                                  | x           |             |             | x           |             | x           | x           | x           | x           | x           | x           |             | x           |

## Dramas
| Ano  | Título                                                       | Integrantes | Integrantes | Integrantes | Integrantes | Integrantes | Integrantes | Integrantes | Integrantes | Integrantes | Integrantes | Integrantes | Integrantes | Integrantes |
| Ano  | Título                                                       | LT          | HC          | HG          | YS          | KI          | SD          | SM          | EH          | DH          | SW          | RW          | KB          | KH          |
| ---- | ------------------------------------------------------------ | ----------- | ----------- | ----------- | ----------- | ----------- | ----------- | ----------- | ----------- | ----------- | ----------- | ----------- | ----------- | ----------- |
| 2000 | 이브의 모든것 (All About Eve)                                | x           |             |             |             |             |             |             |             |             |             |             |             |             |
| 2002 | A Man and A Woman                                            |             |             |             |             | x           |             |             |             |             |             |             |             |             |
| 2004 | 부모님 전상서 (Precious Family)                              |             |             |             |             |             |             |             |             |             | x           |             |             |             |
| 2004 | (4월 키스) April Kiss                                        |             |             |             |             |             |             |             |             |             |             |             | x           |             |
| 2005 | 자매바다 (Sea of Sisters)                                    |             |             |             |             |             |             | x           |             |             |             |             |             |             |
| 2005 | (러브홀릭) Loveholic                                         |             | x           |             |             |             |             |             |             |             |             |             |             |             |
| 2005 | 반올림2 (Sharp 2)                                            |             | x           |             |             |             |             |             |             |             |             |             | x           |             |
| 2005 | Rainbow Romance                                              | x           | x           | x           |             | x           |             |             | x           |             |             |             | x           |             |
| 2005 | 열여덟, 스물아홉 (Eighteen, Twenty-Nine)                     |             |             |             |             |             |             |             |             |             | x           |             |             |             |
| 2005 | 백만장자와 결혼하기 (Marrying a Millionaire)                 |             |             |             |             |             |             |             |             |             |             |             | x           |             |
| 2006 | 불량가족 (Bad Family)                                        |             | x           |             |             |             |             |             |             |             |             |             |             |             |
| 2006 | 봄의 왈츠 (Spring Waltz)                                     |             |             |             |             |             |             |             |             |             | x           |             |             |             |
| 2006 | 반전드라마 (Banjun Theater)                                  |             |             |             |             |             |             | x           |             |             |             |             |             |             |
| 2006 | 눈꽃 (Snow Flower)                                           |             |             |             |             |             |             |             |             |             |             |             | x           |             |
| 2007 | 빌리 진 날 봐요 (Billie Jean, Look At Me)                    |             |             |             |             | x           |             |             |             |             |             |             |             |             |
| 2007 | 향단전 (Legend of Hyang Dan)                                 |             |             |             |             |             |             |             |             |             | x           |             |             |             |
| 2007 | 황금신부 (Golden Bride)                                      |             | x           |             |             |             |             |             |             |             |             |             |             |             |
| 2008 | 싱글파파는 열애중 (Single Dad in Love)                       |             |             |             |             |             | x           |             |             |             |             |             |             |             |
| 2008 | 슈퍼주니어의 기막힌 이야기 (Super Junior Unbelievable Story) | x           |             |             |             |             |             | x           |             |             |             |             |             |             |
| 2008 | 춘자네 경사났네 (Chunja's Happy Events)                      |             |             |             |             |             |             |             |             |             |             |             | x           |             |
| 2009 | 青春舞台 (Stage of Youth)                                    |             |             | x           |             |             |             |             |             | x           | x           | x           |             | x           |
| 2009 | 하자 전담반 제로 (Romance Zero)                              |             |             |             |             | x           |             |             |             |             |             |             |             |             |
| 2009 | 내조의 여왕 (Queen of Housewives)                            |             |             |             |             |             | x           |             |             |             |             |             |             |             |
| 2009 | 태희혜교지현이 (TaeHee HyeGyo JiHyun)                        |             | x           |             |             |             |             |             |             |             |             |             |             |             |
| 2009 | 천만번 사랑해 (Loving You a Thousand Times)                  |             | x           |             |             |             |             |             |             |             |             |             |             |             |
| 2010 | 오! 마이 레이디 (Oh! My Lady)                                |             |             |             |             |             |             |             |             |             | x           |             |             |             |
| 2010 | 나는 전설이다 (I am Legend)                                  |             | x           |             |             |             |             |             |             |             |             |             |             |             |
| 2010 | 괜찮아, 아빠 딸 (It's Okay, Daddy's Girl)                    |             |             |             |             |             |             |             |             | x           |             |             |             |             |
| 2010 | 프레지던트 (President)                                       |             |             |             |             |             |             | x           |             |             |             |             |             |             |
| 2010 | 아테나: 전쟁의 여신 (Athena: Goddess of War)                 |             |             |             |             |             |             |             |             |             | x           |             |             |             |
| 2011 | 포세이돈 (Poseidon)                                          |             |             |             |             |             |             |             |             |             | x           |             |             |             |
| 2011 | 뿌리 깊은 나무 (Tree With Deep Roots)                        |             |             |             |             |             |             |             |             |             |             |             | x           |             |
| 2011 | 華麗的挑戰 (Skip Beat!)                                      |             |             |             |             |             |             |             |             | x           | x           |             |             |             |
| 2012 | 판다양과 고슴도치 (Ms Panda and Mr Hedgehog)                 |             |             |             |             |             |             |             |             | x           |             |             |             |             |
| 2012 | 转身说爱你 (Turn Around and Say I Love You)                  |             |             |             |             |             |             |             |             |             | x           |             |             |             |
| 2012 | 아이러브 이태리 (I Love Lee Tae-ri)                          |             |             |             |             |             |             |             |             |             |             |             | x           |             |
| 2012 | 드라마의 제왕 (The King of Dramas)                           |             |             |             |             |             |             |             |             |             | x           |             |             |             |
| 2014 | 신의 퀴즈 (God's Quiz 4)                                     |             |             |             |             |             |             |             |             | x           |             |             |             |             |
| 2015 | She Was Pretty (그녀는 예뻤다)                               |             |             |             |             |             |             |             |             |             | x           |             |             |             |
| 2017 | 보이스 (Voice)                                               |             |             |             | x           |             |             |             |             |             |             |             |             |             |
| 2017 | 변혁의 사랑 (Revolutionary Love)                             |             |             |             |             |             |             |             |             |             | x           |             |             |             |

## Programas musicais
| Data                                          | Nome                      | Integrantes | Integrantes | Integrantes | Integrantes | Integrantes | Integrantes | Integrantes | Integrantes | Integrantes | Integrantes | Integrantes | Integrantes | Integrantes |
| Data                                          | Nome                      | LT          | HC          | HG          | YS          | KI          | SD          | SM          | EH          | DH          | SW          | RW          | KB          | KH          |
| --------------------------------------------- | ------------------------- | ----------- | ----------- | ----------- | ----------- | ----------- | ----------- | ----------- | ----------- | ----------- | ----------- | ----------- | ----------- | ----------- |
| verão de 2005 – dezembro de 2005              | KM Show! Music Tank       |             | x           |             |             |             |             |             |             |             |             |             |             |             |
| 10 de novembro de 2005 – 2006                 | Mnet M! Countdown         | x           |             |             |             | x           | x           |             |             |             |             |             |             |             |
| 2006 – 24 de março de 2008                    | Mnet M! Countdown         | x           |             |             |             |             | x           |             | x           |             |             |             |             |             |
| 25 de fevereiro de 2007 – 4 de maio de 2008   | SBS The Music Trend       |             | x           |             |             |             |             |             |             |             |             |             |             |             |
| 5 de abril de 2007 – 2010                     | MBC PoPoPo Ai Joah        |             |             |             |             |             | x           |             |             |             |             |             |             |             |
| 5 de julho de 2007 – 11 de novembro de 2007   | MBC Show! Music Core      |             |             |             |             | x           |             |             |             |             |             |             |             |             |
| 2007 – 15 de fevereiro de 2008                | KMTV DJ Green Apple Sound |             |             |             |             |             | x           |             |             |             |             |             |             |             |
| 14 de fevereiro de 2012 – 25 de dezembro 2012 | MBC Show Champion         |             |             |             |             |             | x           |             |             |             |             |             |             |             |
| 8 de janeiro de 2014 – atualmente             | MBC Show Champion         |             |             |             |             | x           |             |             |             |             |             |             |             |             |

## Programas de variedade
| Data                                            | Nome                                                           | Integrantes | Integrantes | Integrantes | Integrantes | Integrantes | Integrantes | Integrantes | Integrantes | Integrantes | Integrantes | Integrantes | Integrantes | Integrantes |
| Data                                            | Nome                                                           | LT          | HC          | HG          | YS          | KI          | SD          | SM          | EH          | DH          | SW          | RW          | KB          | KH          |
| ----------------------------------------------- | -------------------------------------------------------------- | ----------- | ----------- | ----------- | ----------- | ----------- | ----------- | ----------- | ----------- | ----------- | ----------- | ----------- | ----------- | ----------- |
| 2006 – 11 de novembro de 2007                   | MBC Sunday's Dong-An Club (동안클럽)                           |             |             |             |             | x           |             |             |             |             |             |             |             |             |
| 2006 – 11 de novembro de 2007                   | MBC Nothing is Impossible (불가능은 없다)                      |             |             |             |             | x           |             |             |             |             |             |             |             |             |
| 11 de novembro de 2007 – 3 de fevereiro de 2008 | SBS Good Sunday: Explorers of the Human Body (인체탐험대)      | x           | x           | x           | x           | x           | x           | x           | x           | x           | x           | x           | x           | x           |
| 27 de dezembro de 2007 – 9 de outubro de 2008   | Mnet Leeteuk's Love Fighter                                    | x           |             |             |             |             |             |             |             |             |             |             |             |             |
| 7 de janeiro de 2008 – 5 de abril de 2008       | ComedyTV Unbelievable Outing Season 3 (기막힌 외출)            | x           |             |             | x           | x           | x           | x           | x           | x           |             |             |             |             |
| 21 de janeiro de 2008 – 21 de abril de 2008     | SBS 8 vs. 1 (대결 8대1)                                        |             | x           |             |             |             |             |             |             |             |             |             |             |             |
| 10 de julho de 2008 – 9 de outubro 2008         | MBCevery1 Idol Show                                            | x           |             |             | x           | x           | x           | x           | x           |             |             |             |             |             |
| 2008                                            | Mnet Dancing Brothers                                          |             |             |             |             |             | x           |             |             |             |             |             |             |             |
| 2008                                            | Mnet Bachelor While On A Date (총각 연애하다)                  | x           |             |             |             |             |             |             |             |             |             |             |             |             |
| 2009                                            | MBC Introducing Star's Friend (스타의 친구를 소개합니다 )      | x           |             |             |             |             | x           |             | x           |             |             |             |             |             |
| 5 de setembro de 2009 – 5 de dezembro de 2009   | KBS Human Network Super Junior's Miracle (슈퍼주니어의 미라클) | x           |             |             | x           | x           | x           | x           | x           |             |             |             |             |             |
| 16 de setembro de 2009 – julho de 2010          | MBC Lord of Ring                                               | x           |             |             |             |             | x           |             | x           |             |             |             |             |             |
| 2012                                            | Immortal Song 2                                                |             |             |             | x           |             |             |             |             |             |             | x           |             | x           |
| 13 de julho de 2012                             | tvN Saturday Night Live Korea                                  | x           |             |             | x           | x           | x           | x           | x           | x           |             | x           |             | x           |
| 22 e 29 de setembro de 2012                     | JTBC Shinhwa Broadcast                                         |             |             |             | x           |             | x           | x           | x           |             |             | x           |             | x           |

## Reality shows
| Data                                           | Nome                                                        | Integrantes | Integrantes | Integrantes | Integrantes | Integrantes | Integrantes | Integrantes | Integrantes | Integrantes | Integrantes | Integrantes | Integrantes | Integrantes |
| Data                                           | Nome                                                        | LT          | HC          | HG          | YS          | KI          | SD          | SM          | EH          | DH          | SW          | RW          | KB          | KH          |
| ---------------------------------------------- | ----------------------------------------------------------- | ----------- | ----------- | ----------- | ----------- | ----------- | ----------- | ----------- | ----------- | ----------- | ----------- | ----------- | ----------- | ----------- |
| 6 de dezembro de 2005 – 24 de abril de 2006    | KM Super Junior Show (슈퍼주니어쇼)                         | x           | x           | x           | x           | x           | x           | x           | x           | x           | x           | x           | x           |             |
| 30 de março – 4 de maio de 2006                | Mnet Mystery 6                                              | x           | x           | x           | x           | x           | x           | x           | x           | x           | x           | x           | x           |             |
| 13 de abril – 27 de abril de 2006              | KM Princess Diary (프린세스 다이어리)                       | x           |             | x           |             |             | x           |             |             | x           |             |             |             |             |
| 27 de maio – 26 de agosto de 2006              | SBS Super Junior Full House                                 | x           | x           | x           | x           | x           | x           | x           | x           | x           | x           | x           | x           | x           |
| 29 de maio – 17 de julho de 2006               | KM Super Adonis Camp (미소년 합숙 대소동)                   | x           |             | x           | x           | x           | x           | x           | x           | x           |             | x           |             |             |
| 16 de agosto – 5 de setembro de 2006           | Mnet Super Junior Mini-Drama                                | x           |             |             | x           | x           | x           | x           | x           | x           | x           | x           | x           | x           |
| 5 de maio – 30 de junho de 2007                | KM Idol World                                               | x           | x           |             |             | x           | x           | x           | x           |             |             |             |             |             |
| 13 de julho – 1 de setembro de 2007            | Mnet Super Summer (슈퍼썸머)                                |             |             |             |             |             |             |             |             | x           | x           |             | x           |             |
| 8 de dezembro de – 15 de dezembro de 2007      | ETN Super Junior's Music Diary                              | x           |             |             | x           | x           | x           | x           | x           | x           |             |             |             |             |
| 6 de agosto – 10 de setembro de 2008           | ETN To Be Kangin and Heechul (강인하고 희철하게)            |             | x           |             |             | x           |             |             |             |             |             |             |             |             |
| 23 de outubro de 2008 – 23 de janeiro de 2009  | Mnet Band of Brothers                                       |             | x           |             |             | x           |             |             |             |             |             |             |             |             |
| 1 de novembro de 2008 – 24 de janeiro de 2009  | SBS Good Daddy                                              |             | x           |             |             |             |             |             |             |             |             |             |             |             |
| 21 de dezembro de 2008 – 3 de maio de 2009     | MBC We Got Married                                          | x           |             |             |             | x           |             |             |             |             |             |             |             |             |
| 21 de junho de 2009 – 12 de outubro de 2009    | MBC Band of Brothers (오빠밴드)                             |             |             |             |             |             |             | x           |             |             |             |             |             |             |
| 2009 – atualmente                              | SBS Star King                                               | x           |             | x           | x           | x           | x           | x           | x           | x           | x           |             |             | x           |
| 5 de dezembro de 2010 – 29 de março de 2011    | MBC Every1 Super Junior's Foresight (슈퍼주니어의 선견지명) | x           |             |             | x           |             | x           |             | x           | x           |             | x           |             | x           |
| 2 de setembro de 2011 – 17 de dezembro de 2011 | KBS Joy HD Sistar & LeeTeuk's Hello Baby                    | x           |             |             | x           |             | x           |             | x           | x           |             | x           |             | x           |
| 8 de outubro de 2011 – 8 de setembro de 2012   | MBC We Got Married                                          | x           |             |             |             |             |             | x           | x           | x           |             |             |             | x           |
| 19 de outubro de 2011 – atualmente             | MBC Golden Fishery: Radio Star                              |             | x           |             |             |             |             |             |             |             |             |             |             | x           |
| 16 de julho de 2012 – 20 de julho de 2012      | KBS Super Junior Star Life Theater                          | x           |             |             | x           | x           | x           | x           | x           | x           | x           | x           |             | x           |

## Teatro musical
| Data | Nome                                                                                                  | Integrantes | Integrantes | Integrantes | Integrantes | Integrantes | Integrantes | Integrantes | Integrantes | Integrantes | Integrantes | Integrantes | Integrantes | Integrantes |
| Data | Nome                                                                                                  | LT          | HC          | HG          | YS          | KI          | SD          | SM          | EH          | DH          | SW          | RW          | KB          | KH          |
| --- | --- | ----------- | ----------- | ----------- | ----------- | ----------- | ----------- | ----------- | ----------- | ----------- | ----------- | ----------- | ----------- | ----------- |
| 9 de setembro a 23 de novembro de 2008                                                                   | Xanadu Doosan Art Center, Yeonji-dong, Seul                                                           |             | x           |             |             | x           |             |             |             |             |             |             |             |             |
| 9 de outubro a 4 de novembro de 2009                                                                     | Namhansanseong Seongnam Arts Center Opera House, Seul                                                 |             |             |             | x           |             |             |             |             |             |             |             |             |             |
| 9 de outubro a 8 de novembro de 2009                                                                     | Akilla Hanjeon Art Center, Seul                                                                       |             |             |             |             |             |             | x           |             |             |             |             |             |             |
| 2010 | A Middle Nap                                                                                          |             |             |             |             |             |             |             |             |             |             |             | x           |             |
| 18 de fevereiro a 18 de abril de 2010                                                                    | Hong Gildong Woori Financial Art Hall, Seul                                                           |             |             |             | x           |             |             | x           |             |             |             |             |             |             |
| 1 de outubro a 28 de dezembro de 2010                                                                    | Spamalot                                                                                              |             |             |             | x           |             |             |             |             |             |             |             |             |             |
| 15 de dezembro de 2010 a janeiro de 2011 20 de fevereiro a 21 de abril de 2013 agosto de 2013            | The Three Musketeers Chungmu Arts Hall, Seul Bunkamura Orchard Hall, Tóquio                           |             |             |             |             |             |             |             |             |             |             |             |             | x           |
| 5 de julho a 14 de agosto de 2011 16 de setembro a 8 de outubro de 2012 29 de maio a 30 de junho de 2013 | Jack the Ripper Chungmu Arts Hall, Seul Aoyama Theater, Tóquio Sungnam Art Center, Seul               |             |             |             |             |             |             | x           |             |             |             |             |             |             |
| 12 de julho a 3 de outubro de 2011                                                                       | Temptation of Wolves Seoul COEX Artium Hyundai Art Hall, Seul                                         |             |             |             |             |             |             |             |             |             |             | x           |             |             |
| 25 de novembro de 2011 a 29 de janeiro de 2012                                                           | Fame Woori Financial Art Hall, Seoul                                                                  |             |             |             |             |             |             |             | x           |             |             |             |             |             |
| 28 de março a 10 de junho de 2012 20 de dezembro de 2012 a 9 de fevereiro de 2013                        | Catch Me If You Can Blue Square, Samsung Card Hall, Seul                                              |             |             |             |             |             |             |             |             |             |             |             |             | x           |
| 8 de setembro a 13 de setembro de 2012                                                                   | Goong Gotanda U-Port Hall, Tóquio                                                                     |             |             |             |             | x           |             |             |             |             |             |             |             |             |
| 8 de janeiro a 20 de janeiro de 2013 15 de fevereiro a 2 de março de 2013 (extra)                        | The Promise Haeoreum Theater, Seul National Theater of Korea, Seul (extra)                            | x           |             |             |             |             |             |             |             |             |             |             |             |             |
| 12 a 19 de abril de 2013 31 de maio a 15 de junho de 2013 16 a 19 de janeiro de 2014                     | Summer Snow Amashin Archaic Hall, Osaka Akasaka ACT Theater, Tóquio Sun Yat-sen Memorial Hall, Taipei |             |             |             |             |             |             | x           |             |             |             |             |             |             |
| 2 de julho a 1 de setembro de 2013                                                                       | High School Musical Blue Square Samsung Card Hall, Seul                                               |             |             |             |             |             |             |             |             |             |             | x           |             |             |
| 11 de dezembro de 2013 a 2 de fevereiro de 2014                                                          | The Three Musketeers Seongnam Arts Center, Seul                                                       |             |             |             |             |             |             | x           |             |             |             |             |             |             |
| 18 de janeiro a 23 de fevereiro de 2014 12 a 18 de agosto de 2014                                        | Moon Embracing the Sun Seoul Arts Center, Seul Vampire Bunkamura Ochard Hall, Tóquio                  |             |             |             |             |             |             | x           |             |             |             |             |             | x           |

## Programas de rádio
| Data                                                                 | Nome                                                                | Integrantes | Integrantes | Integrantes | Integrantes | Integrantes | Integrantes | Integrantes | Integrantes | Integrantes | Integrantes | Integrantes | Integrantes | Integrantes |
| Data                                                                 | Nome                                                                | LT          | HC          | HG          | YS          | KI          | SD          | SM          | EH          | DH          | SW          | RW          | KB          | KH          |
| -------------------------------------------------------------------- | ------------------------------------------------------------------- | ----------- | ----------- | ----------- | ----------- | ----------- | ----------- | ----------- | ----------- | ----------- | ----------- | ----------- | ----------- | ----------- |
| 1 de novembro de 2005 – meados de 2006 março de 2010 - junho de 2011 | SBS Power FM YoungStreet Show (영스트리트)                          |             | x           |             |             |             |             |             |             |             |             |             |             |             |
| 2 de março de 2006 – 2 de junho de 2007                              | Wisung DMB Ch.Melon Reckless Radio (천방지축 라디오)                |             |             |             |             | x           |             |             |             |             |             |             |             |             |
| 21 de agosto de 2006 – atualmente                                    | KBS Cool FM Super Junior Kiss the Radio (슈퍼주니어 키스 더 라디오) | x           | x           |             | x           | x           | x           | x           | x           | x           |             | x           |             | x           |
| 19 de setembro de 2006 – 8 de setembro de 2007                       | Ch.Melon M.I.R.A.C.L.E for You Radio (미라클포유 라디오)            |             |             |             | x           |             |             |             |             |             |             |             |             |             |
| 30 de abril de 2007 – 19 de abril de 2009                            | MBC FM4U Good Friend Radio (친한친구 라디오)                        |             |             |             |             | x           |             |             |             |             |             |             |             |             |
| 4 de junho de 2007 – 30 de julho de 2008                             | Wisung DMB Ch.Melon Reckless Radio (천방지축 라디오)                |             |             |             |             |             |             | x           |             |             |             |             |             |             |
| 8 de abril de 2008 – atualmente                                      | MBC Pyuojun FM Stop the Boring Time Radio (심심타파 라디오)         |             |             |             |             |             | x           |             |             |             |             |             |             |             |